# Utility Configurazione Stampante
Utility Configurazione Stampante è un'applicazione sviluppata dalla Apple Inc. presente nel sistema operativo macOS. Essa permette all'utente di configurare le stampanti connesse al computer fisicamente o tramite un network. L'utility offre un controllo più specifico rispetto al pannello Stampa e Fax delle Preferenze di Sistema, più user-friendly.
Utility Configurazione Stampante consente di installare o rimuovere una specifica stampante e di sceglierne il driver. Essa si trova al percorso /Applications/Utilities/Printer Setup Utility.app.
L'applicazione permette anche di installare stampanti collegate al computer sotto diversi protocolli: USB, Ethernet, Bonjour, ecc.
In Mac OS X Leopard l'applicazione è stata rimossa e le sue funzioni sono state integrate nelle Preferenze di Sistema.